# Синагога (Жовква)
Жовківська синагога — пам'ятка архітектури, історії та культури в місті Жовква (Львівська область, Україна). Одна з найбільших синагог у Європі. Розташована на вулиці Запорізькій.

## Передумови спорудження
Перші відомості про жовківських євреїв походять з 1600 року. Руський воєвода Станіслав Жолкевський дозволив тоді євреям збудувати свою божницю. Жовківська громада була львівським прикагалком і лише з 1620 року організувалася в самостійний кагал.
Перша синагога на цьому місці була побудована з дерева в 1625 році, незабаром вона згоріла. З 1601 року в місті існувала вулиця Жидівська, яка проходила попри Жидівську браму. Єврейська громада одержала 1635 року привілей від Станіслава Даниловича, а 1664, 1678 та 1687 років — привілеї від Яна III Собєського, за якими громада отримувала дозвіл на спорудження мурованої синагоги. Проте лише 1692 року було одержано дозвіл на спорудження від архієпископа львівського Яна Липського.

## Історія синагоги
Нову синагогу починають будувати відразу в 1692 році, під керівництвом королівського «муратора» (архітектора) Петра Бебера. Будівництво було завершено в 1698 або в 1700 році. В кінці XVII століття синагога мала такий вишуканий вигляд, що католицьке духівництво заборонило її білити, аби не затьмарити жовківських костелів. Відтоді божниця зазнавала лише часткових ремонтів.
У XVIII столітті до синагоги добудували західну частину і контрфорси. Після пожежі 1833 року частково пошкоджена синагога була відновлена.
У 1908 році нефахово перемалювали інтер'єр, без згоди консерватора було знищено рештки поліхромії.
У 1935 році будівлю відремонтували, але й цього разу нефахово. Ціла споруда реставрувалася в 1938 році.
За німецької окупації в червні 1941 року синагогу було підірвано, внаслідок чого зруйнувалися перекриття та інтер'єр.
У 1955—1956 роках її було частково відновлено. До початку 1990-х років приміщення використовувалося як склад.
У 2000 році почалася реставрація споруди. Але після крадіжок і відмивання коштів реставрацію зупинено. Станом на 2013 рік будівля в аварійному стані. Реставраційні роботи не проводяться.

## Архітектура

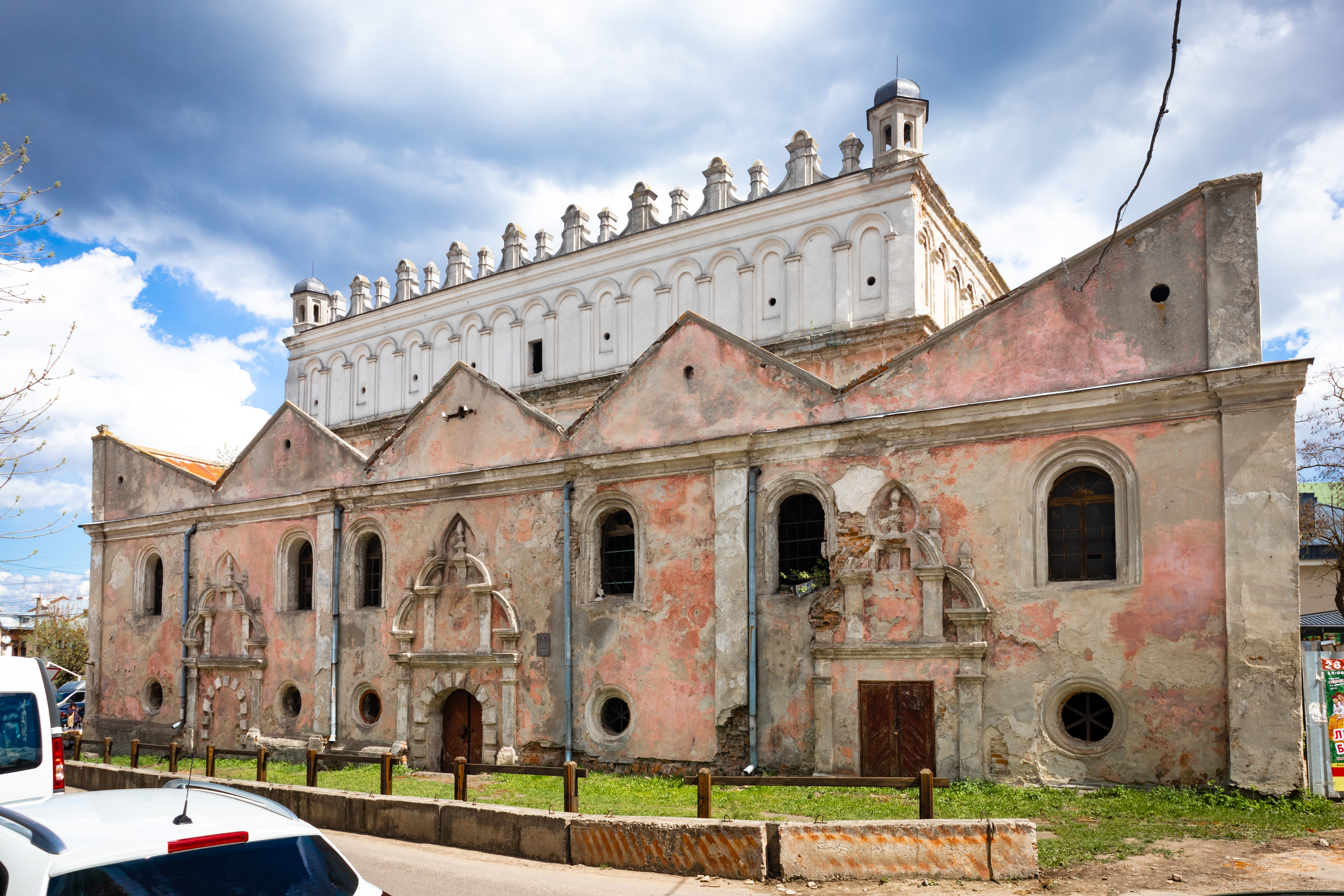
Вигляд синагоги у XXI столітті

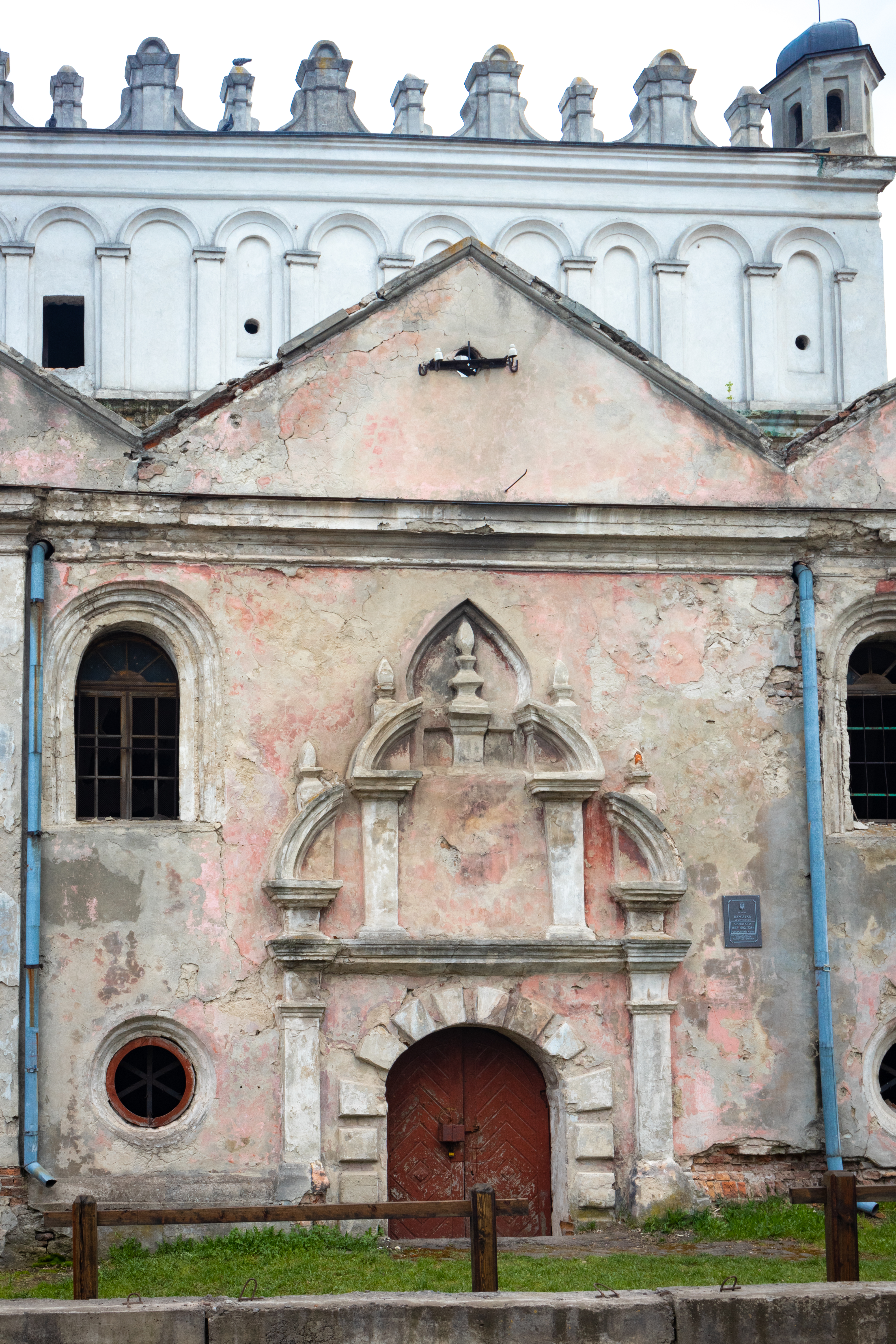
Жовківська синагога в 2021 році

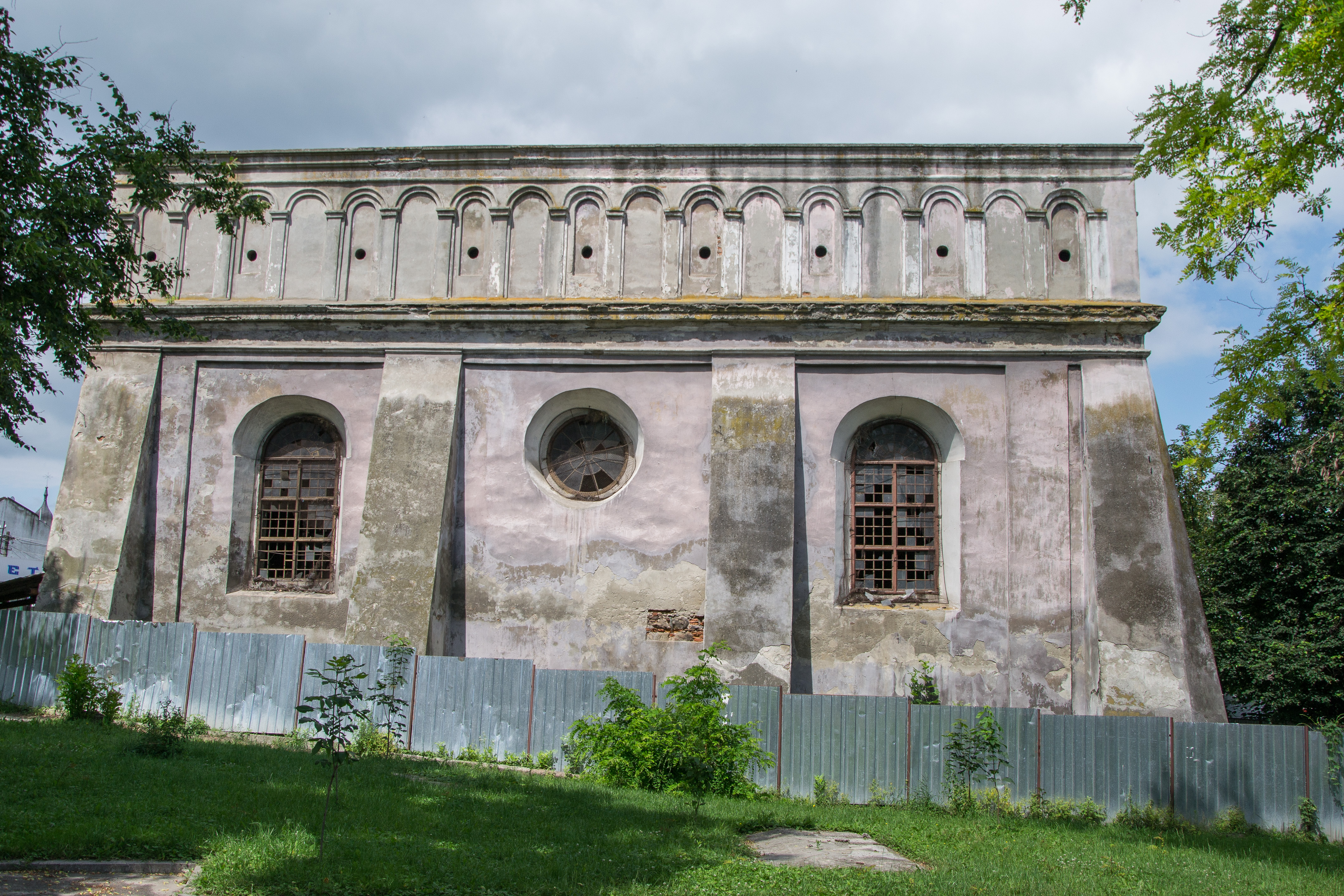
Вигляд синагоги у XXI столітті

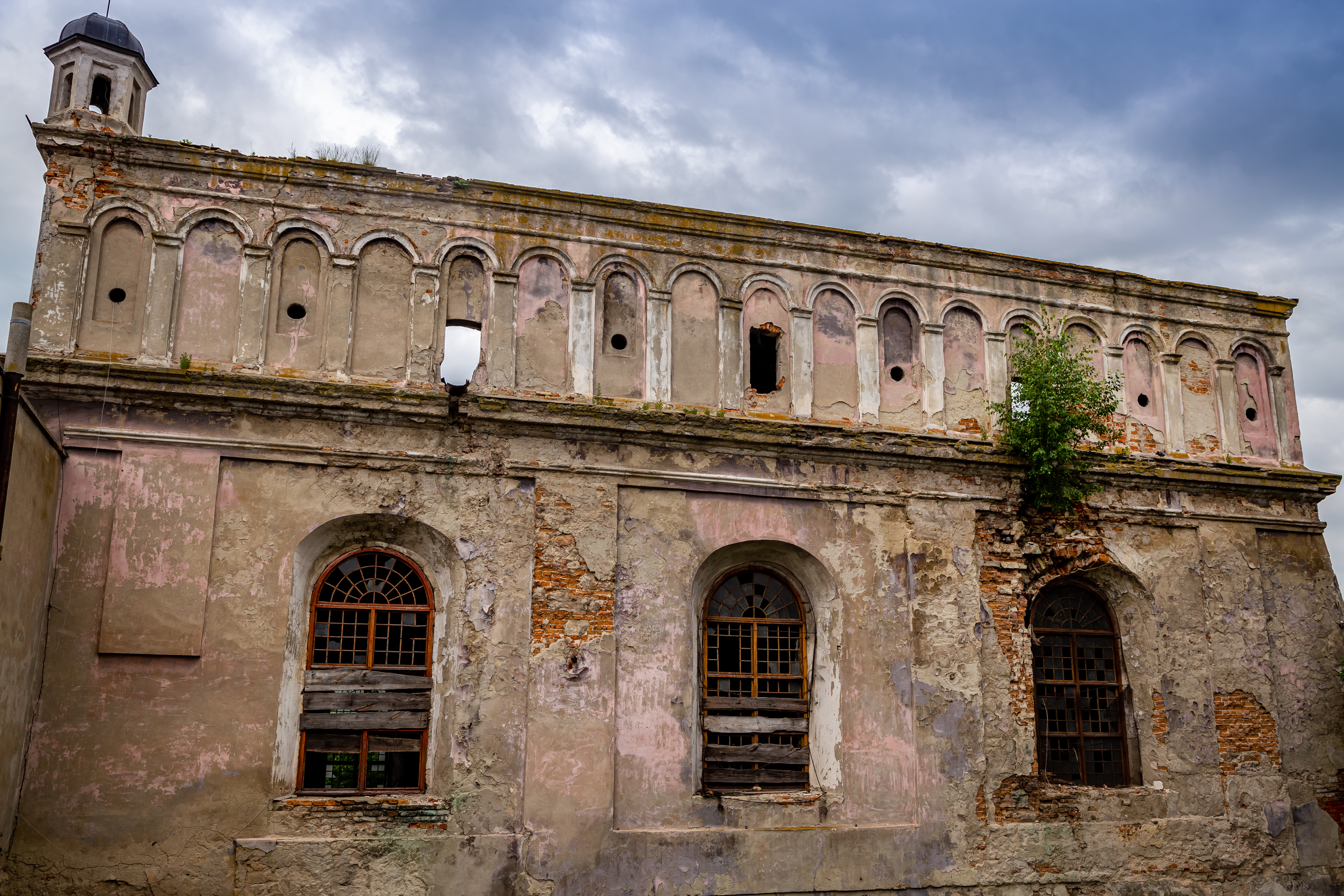
Вигляд синагоги у XXI столітті

Жовківська синагога— одна з найбільших у Європі оборонних споруд у стилі ренесансу; пізньоренесансна стилістика доповнена елементами бароко. Синагога прилягала до міських мурів та  Жидівської брами, а сама синагога завдяки товстим стінам з бійницями могла використовуватися як башта міських укріплень, на її даху можна було встановлювати артилерію.
Синагога була збудована з каменю й цегли. Мала традиційну орієнтацію на схід. Базована на прямокутному плані. До основного квадратового залу прилягають з півдня і заходу дві прямокутні у плані будівлі, що походять з пізнішого будівельного періоду. Жіноча галерея розташовувалася над присінком.
У центрі чотири круглі стовпи утримують хрестове склепіння, розділяючи простір залу на 9 полів. Дев'ятипольова схема планування була типовою для синагог Західної України XVII–XVIII століття.
Основний об'єм синагоги увінчаний ренесансним аттиком, що підреслений профільним ґзимсом. Аттик декорований глухою аркатурою з бійницями. Він завершується короною, що збереглася на західному фасаді, та фланкований шестигранними башточками з арками.
Східний фасад укріплений контрфорсами, прорізаний великими півциркульними та одним круглим над аркою Тори віконними отворами.
Інтер'єр витриманий в ренесансному стилі. Стіни по периметру декоровані аркатурним поясом тосканського ордену. Біма, тобто кафедра, призначена для читання сувоїв Тори, мала форму круглого підвищення і здіймалась над підлогою на шість сходинок. На східній стіні збереглася ніша Арон Гакодешу (ритуальна ніша для зберігання сувоїв Тори). Арон Гакодеш розкішно декорований бароковою ліпниною. В інтер'єрі збереглися фрагменти фриза, поліхромного настінного розпису і написів, які відтворюють тексти Тори.
Головний вхід чоловічого залу оформлений ренесансовим порталом з фронтоном. Західна стіна основного приміщення прорізана лучковими отворами. Пристінок перекритий бочковим склепінням з розпалубками. Із західного боку до основного приміщення прилягає двоповерхова галерея з трьома дверними прорізами.

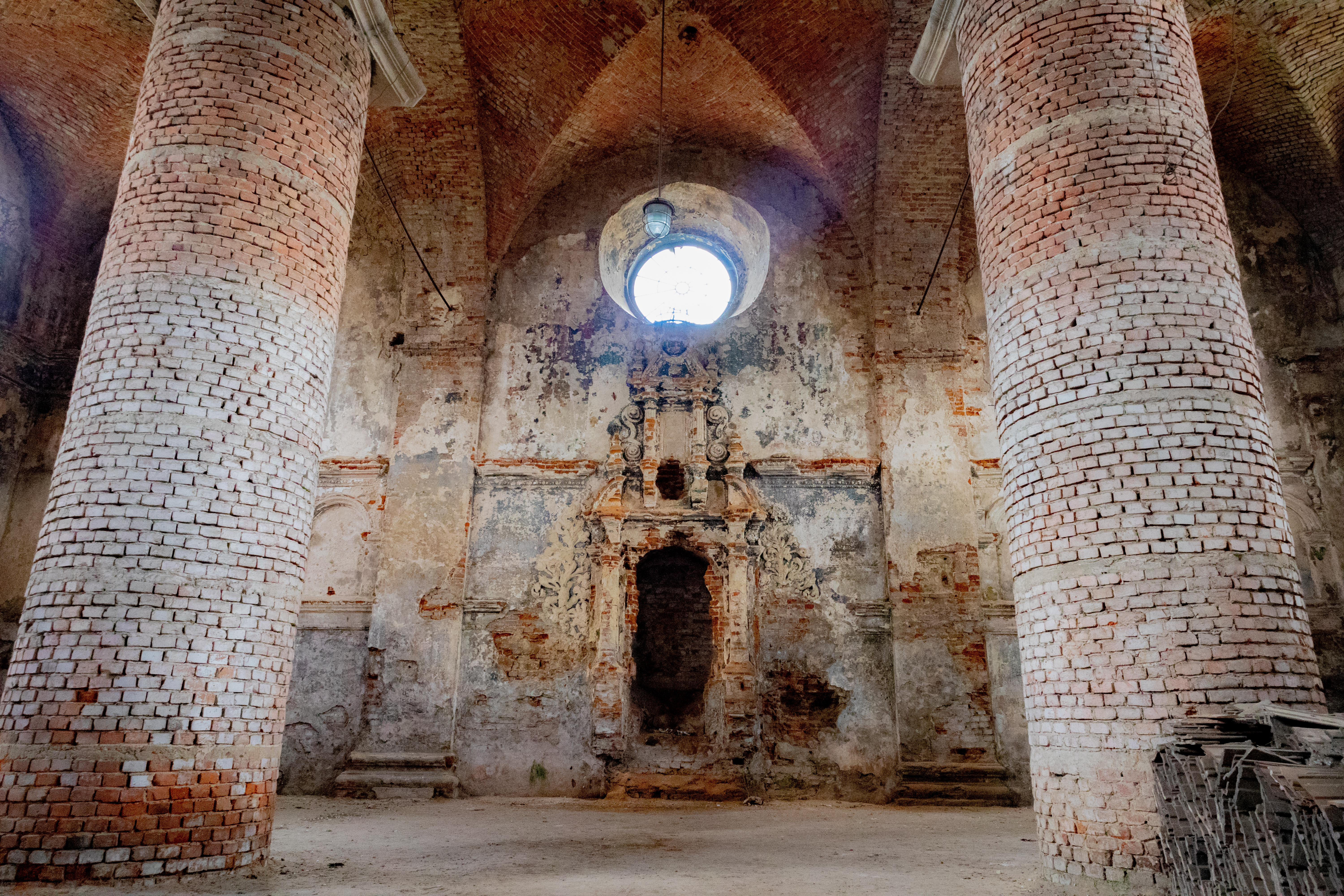
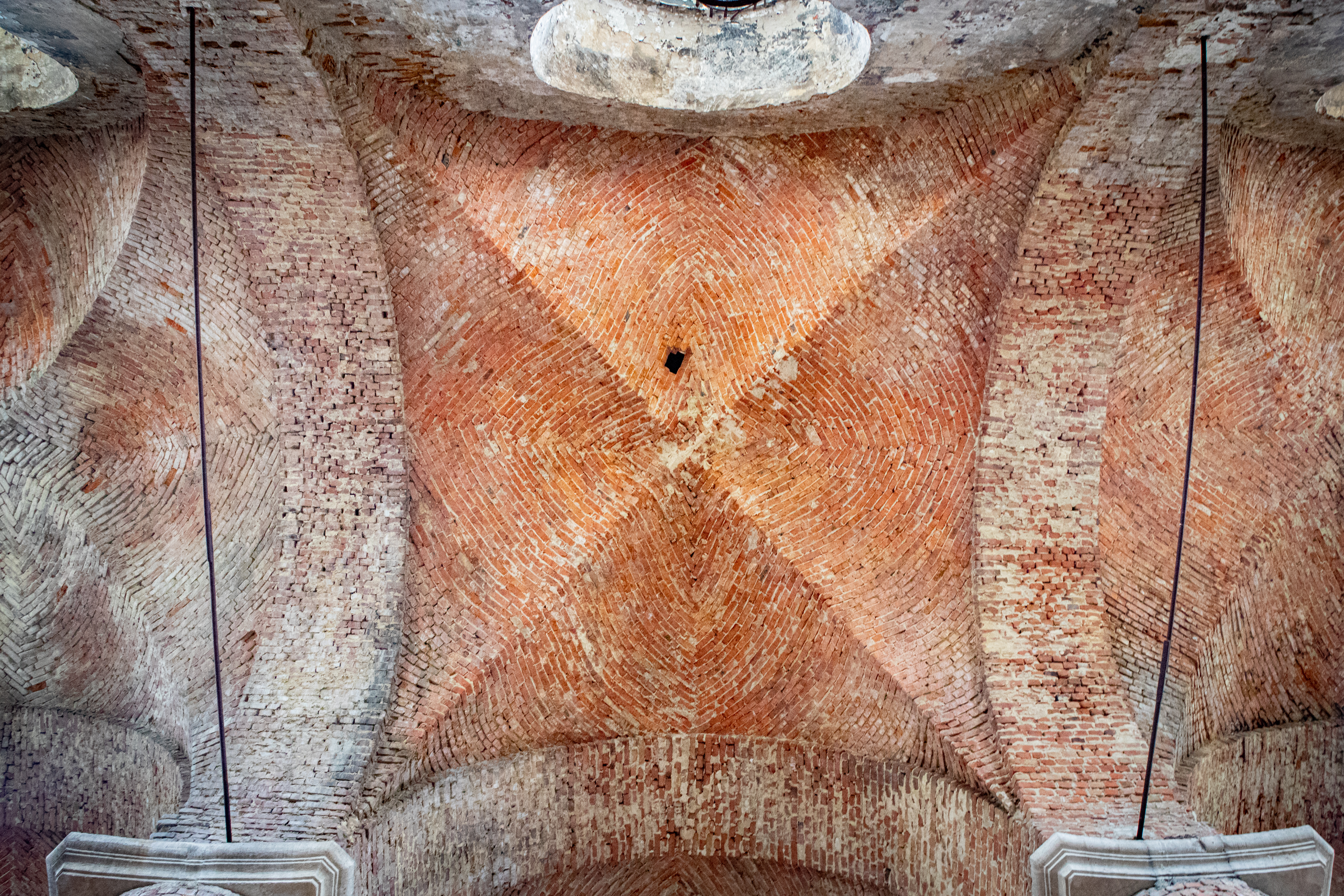
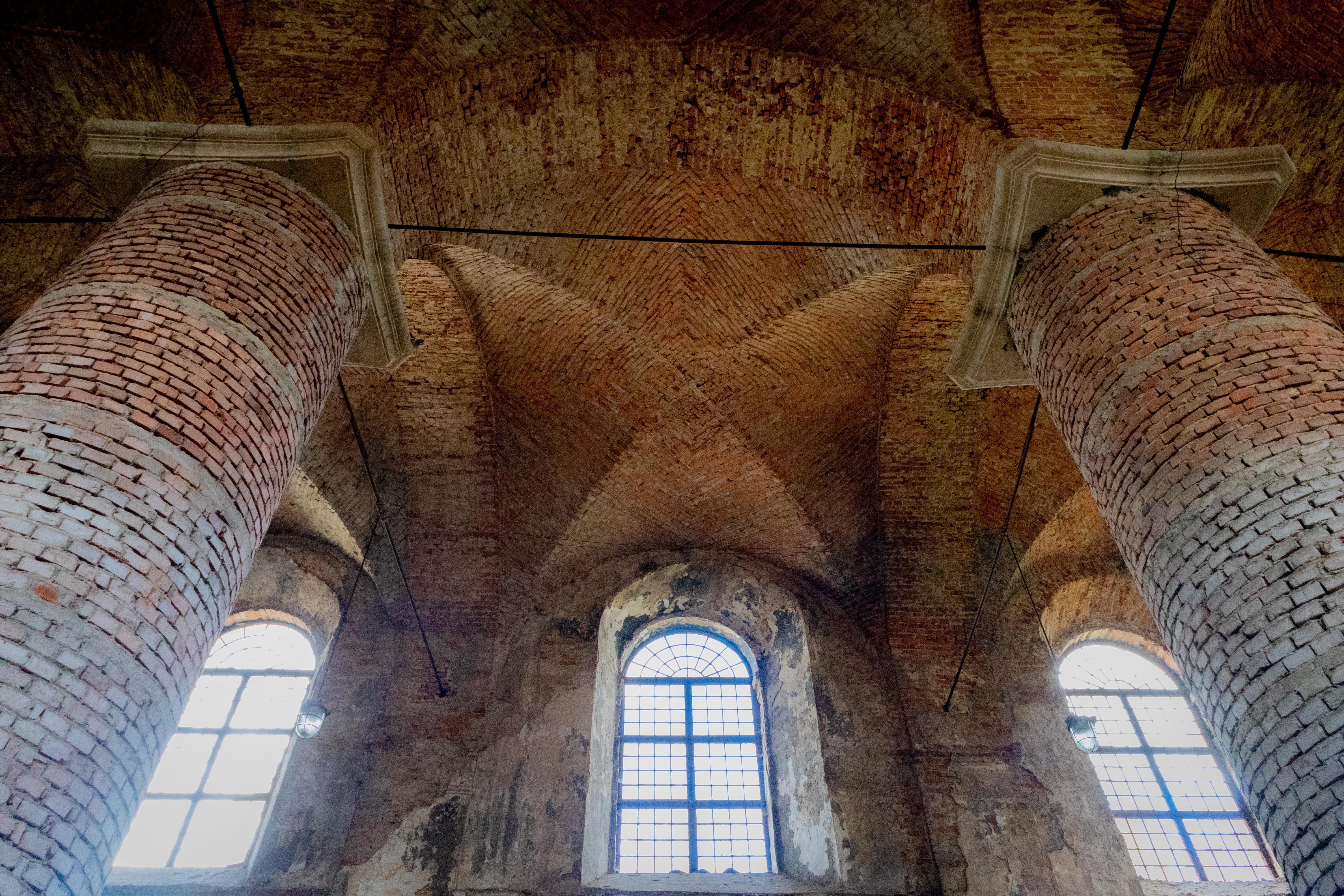
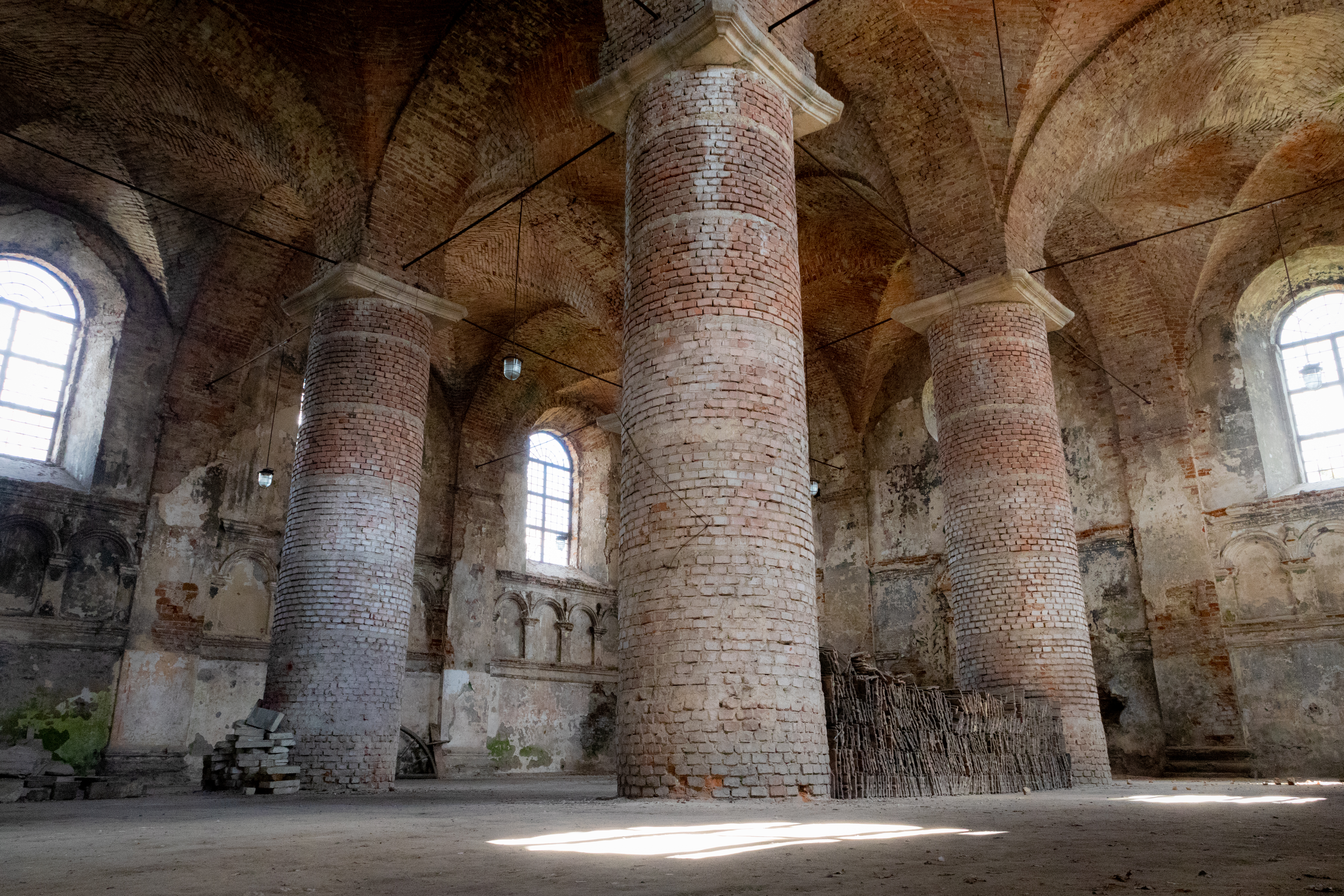

## Сьогодення
1994 року групою архітекторів на чолі з І. Максим'юком було проведено обстеження та архітектурні обміри синагоги. Жовківська оборонна синагога занесена до списку Нью-Йоркського фонду світових пам'яток «100 пам'яток світу, які знаходяться в загрозливому стані», внаслідок чого в 2000 році почалася реставрація, хоча споруда, як і раніше знаходиться в незадовільному стані.
У майбутньому тут планується відкриття Єврейського центру Галичини. Жовківська синагога відома також завдяки наслідуванням; зокрема, синагоги «Жовківського типу» є в Тель-Авіві.
У 2012 році Національний банк України ввів у обіг пам'ятні монети номіналами у 5 та 10 гривень «Синагога у Жовкві» серії «Пам'ятки архітектури України».

## Галерея

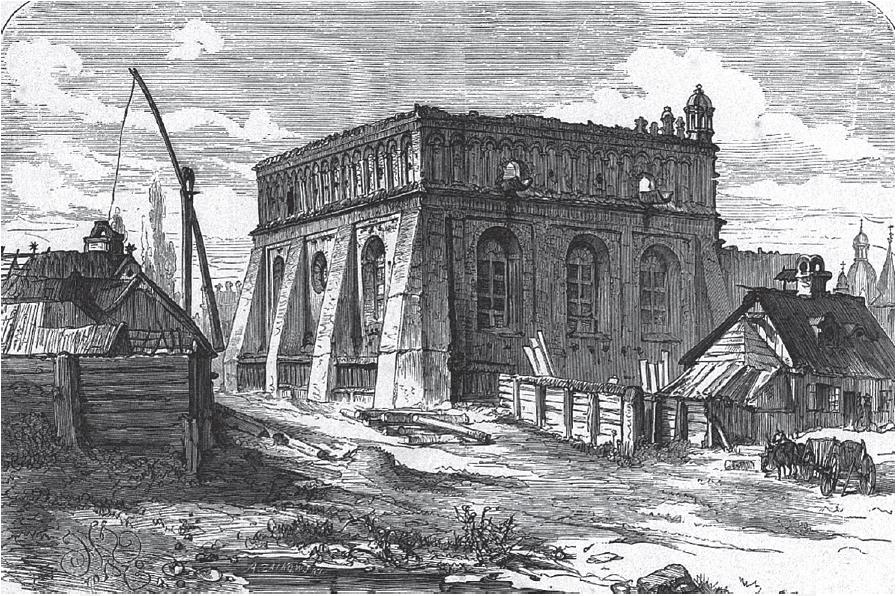
В 1870 р.
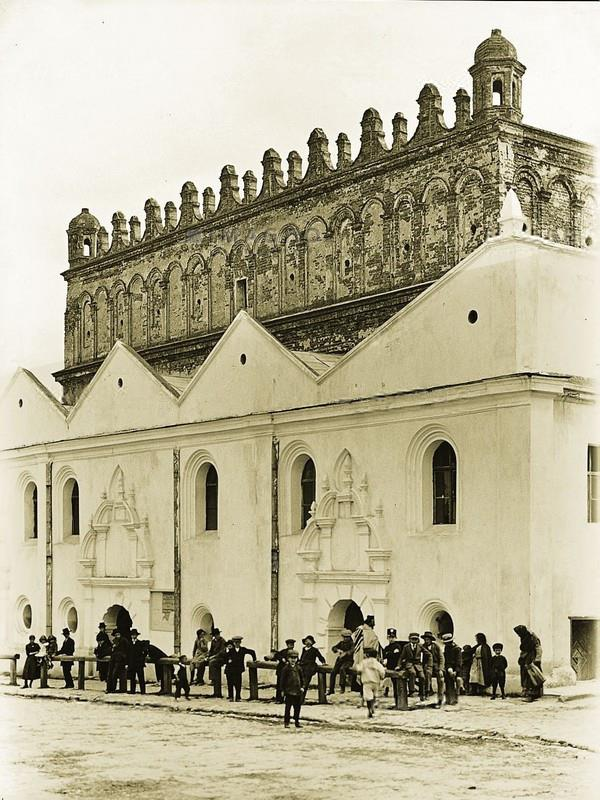
Жовківська синагога, фото 1900 року
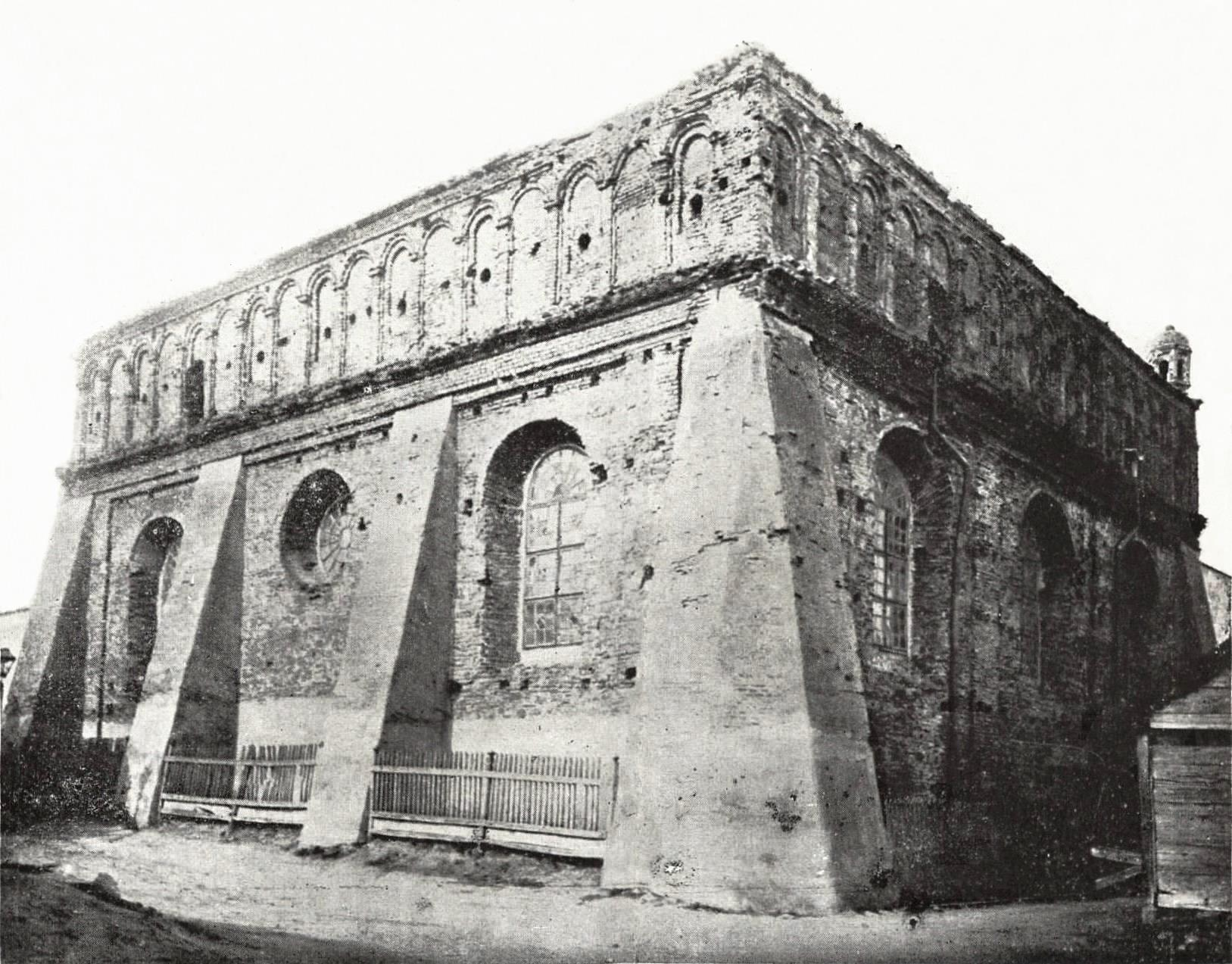
Жовківська синагога, фото до 1903 року
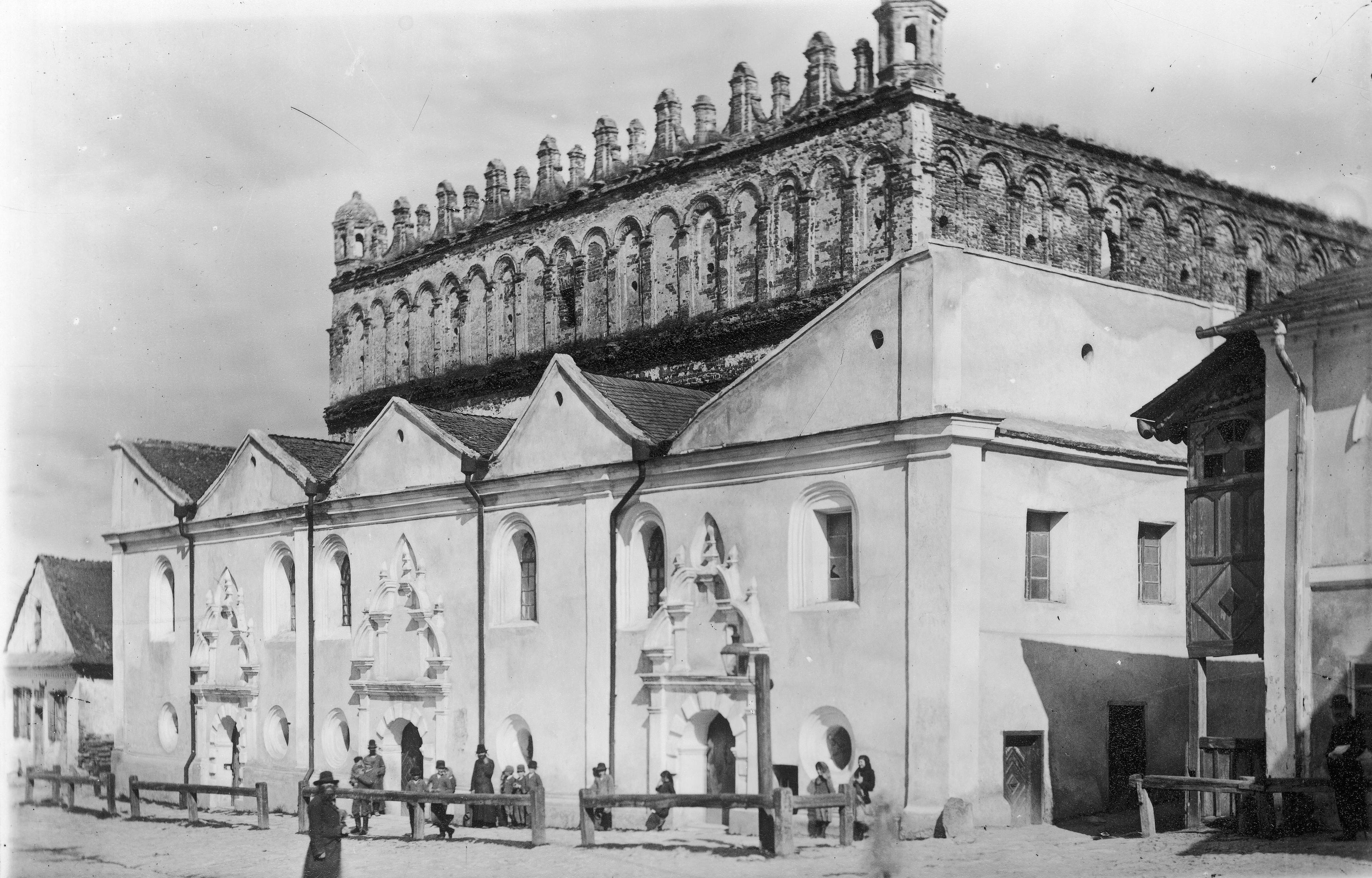
В 1900 - 1925 рр.
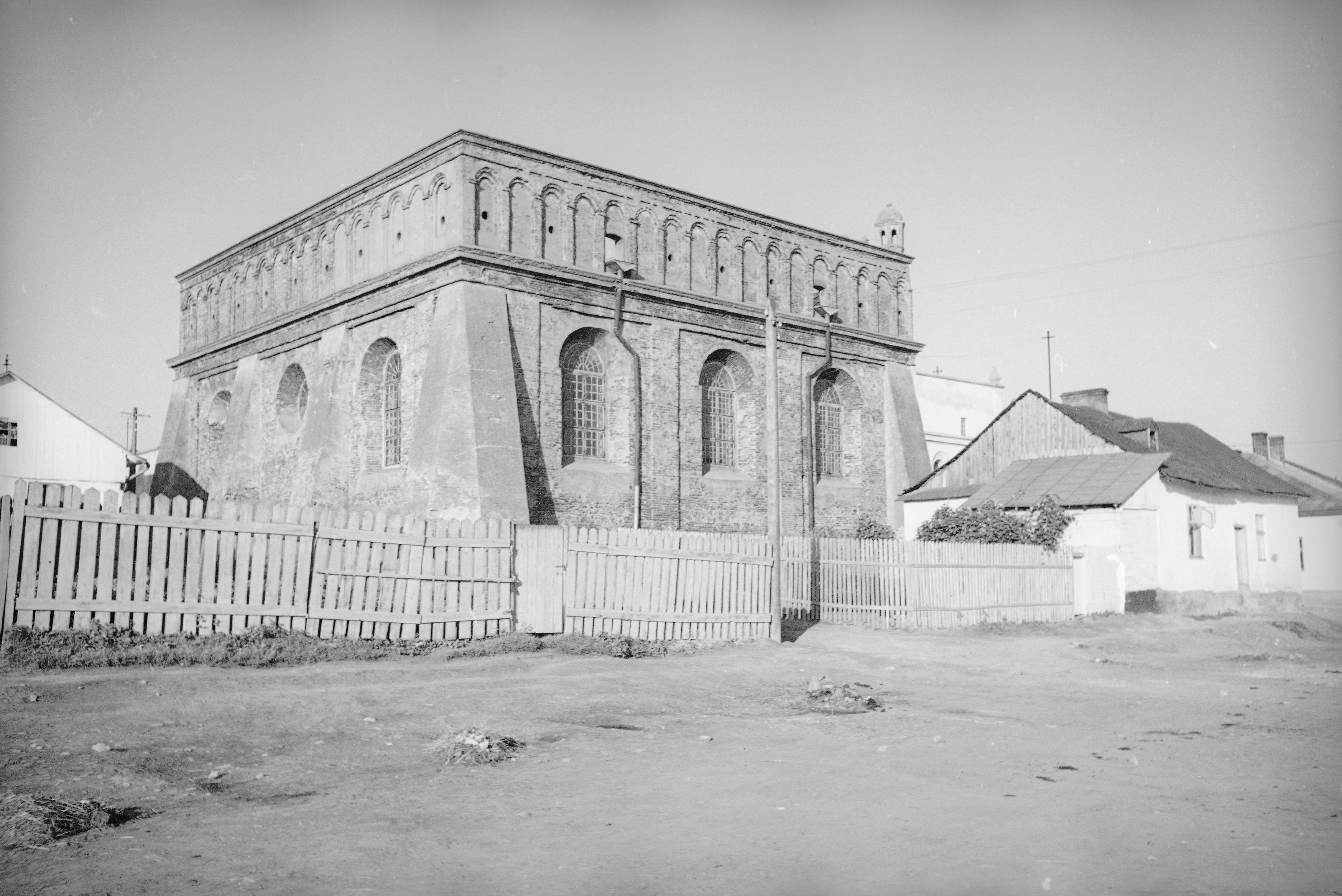
В 1938 р.
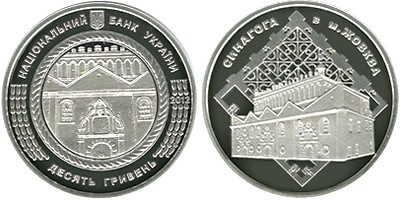
Пам’ятна монета з зображенням Жовківської синагоги 2012 р.